# Stones Throw Records
Stones Throw Records est un label discographique indépendant américain, spécialisé dans le hip-hop, situé à Los Angeles, en Californie. Il est fondé en 1996 par le DJ et producteur Peanut Butter Wolf. Depuis son lancement, Stones Throw publie de nombreux albums à succès,, de différents genres musicaux. Stones Throw est considéré par la presse spécialisée comme l'un des labels les plus importants et reconnus de la scène hip-hop underground.

## Histoire
Stones Throw Records est fondé en 1996 par le DJ et producteur originaire de San Jose, Peanut Butter Wolf (Chris Manak) afin de publier son album avec MC Charles Hicks (Charizma). Depuis, Stones Throw se popularise dans une scène musicale underground multi-générationnelle et internationale. Concernant la musique du label, Manak explique : « J'y ai mis ce que j'aimais personnellement et laissé le reste aux autres labels. »
Le label se popularise grâce à la publication d'albums et de chansons hip-hop comme le très acclamé premier album, Madvillainy, de Madvillain (une collaboration entre le producteur Madlib et MF DOOM)  en 2004, et l'album Donuts de J Dilla, félicité par Pitchfork avec une note parfaite de 10 sur 10.
Le 15 octobre 2012, Jeff Broadway lance un projet Kickstarter pour réaliser un documentaire sur le label. À la suite du succès de cette campagne, le documentaire intitulé « Our Vinyl Weighs A Ton » sort finalement le 25 novembre 2013, et est diffusé pour la première fois en France lors du Festival International du Film d'Aubagne en mars 2014.
Au label, Aloe Blacc est celui qui a eu le plus de succès en matière de ventes.

## Artistes
- Aloe Blacc
- Baron Zen
- Benny Sings
- Breakestra
- Charizma
- Dâm-Funk
- DJ Rels
- Egon
- Funkaho
- Georgia Anne Muldrow
- Guilty Simpson
- James Pants
- Jaylib
- J Dilla a.k.a. Jay Dee
- Jonwayne
- J Rocc
- Kiefer
- Koushik
- Lootpack
- Madlib / Quasimoto / Yesterdays New Quintet
- Madvillain
- Mayer Hawthorne & The County
- M.E.D
- MF Doom
- Michi
- Oh No
- Peanut Butter Wolf
- Percee P
- Dudley Perkins
- Quakers
- Sofie Royer
- Savath & Savalas
- Sound Directions
- Sudan Archives
- Turntablist
- Wildchild
- Gary Wilson

## Discographie

### Compilations
- 2001 : The Funky 16 Corners
- 2002 : Peanut Butter Wolf's Jukebox 45's
- 2004 : The Third Unheard: Connecticut Hip Hop 1979-1983
- 2005 : World Psychedelic Classics, Vol. 3: Love's a Real Thing
- 2005 : Stones Throw Records 2005 Sampler
- 2006 : Chrome Children
- 2007 : Chrome Children Vol. 2
- 2007 : Peanut Butter Wolf Presents Stones Throw: Ten Years
- 2009 : Hella International